# Сага за Гунлауг Змийския език
Сага за Гунлауг Змийския език (на исландски: Gunnlaugs saga ormstungu) е исландска сага от края на 13 в., съхранена до наши дни благодарение на по-късен препис. Съдържа 25 стиха скалдическа поезия, която се смята, че е писана от главните действащи лица в сагата. Представлява важен източник на данни за историята на Исландия и Норвегия.

## Сюжет
Историята, разказана в сагата, се е случила по време на въвеждането на християнството в Исландия (ок.1000 г.). Двама мъже, Гунлауг Ормстунга (наречен Гунлауг Змийския език, известен исторически персонаж, исландски скалд) и Хравн Онундарсон, се влюбват в Хелга, внучката на Егил Скалагримсон, друг прочут скалд и воин, чийто живот е подробно описан в Сага за Егил. Тяхното съперничество за любовта на Хелга довежда до смъртоносен дуел на честта. Встъплението на историята е пророчески сън за два орела, които се бият над лебед, убивайки се един друг, и за ястреб, който пристига след тяхната смърт, за да утеши лебеда, загатвайки по този начин за оформящия се любовен триъгълник в сагата.
В същинската част на историята Гунлауг след едно скарване с баща му (по име Илуги Черния) решил да замине за Борг, където се запознал с Торстейн Егилсон, сина на Егил Скалагримсон. Торстейн гостоприемно го поканил да остане при него и Гунлауг в продължение на година изучавал законите, а междувременно се сприятелил с Хелга и постепенно приятелството им прераснало във взаимно харесване. След тази една година Гунлауг решил да пътува по чужди земи, каквато била обичайната практика при викингите, но преди да замине поискал от Торстейн ръката на Хелга. Торстейн отхвърлил предложението заради предстоящото заминаване, но след като допълнително обсъдил въпроса с бащата на Гунлауг, Илуги Черния, се споразумели, че ако до три години Гунлауг се завърне, той ще може да се ожени за Хелга.
Гунлауг се отправил на път към владенията на ярл Ейрик Хаконарсон в Норвегия, и пред него рецитирал поемите си, но те били приети по-скоро хладно. Оскърбен, Гунлауг отговорил с неуважение на ярла, с което доказъл прякора си Змийския език, и разбира се бил изгонен. Напускайки Норвегия, той заминал за Англия, където пожънал по-голям успех при крал Етелред, а след това обиколил Ирландия, Оркнейските острови и Швеция и навсякъде по тези земи стиховете му се харесвали, а Гунлауг бил отрупван с богати дарове от конунгите. В двора на шведския крал Олаф Шьотконунг Гунлауг се запознал със своя съперник Хравн Онундарсон, също исландски скалд.
Нататък сагата разказва как Хравн отпътувал за Исландия и поискал ръката на Хелга, обяснявайки че Гунлауг е загубил интерес към любимата си и едва ли ще се върне повече, но получил отговор, че докато изминат обещаните три години Хелга ще продължи да чака Гунлауг и само ако той не се върне в уговорения срок Хравн ще може да я получи за жена.
Междувременно Гунлауг по настояване на крал Етелред бил задържан по-дълго в Англия на служба в двора и закъснял фатално. Сватбата между Хелга и Хравн вече не можело да бъде предотвратена, но Хелга все още имала чувства към Гунлауг. След церемонията той се приближил до нея и те разговаряли известно време, а той ѝ подарил пелерина, която самият крал Етелред специално му бил изпратил за нея.
След завръщането на Гунлауг в Исландия Хелга загубила всякакъв интерес към Хравн, а това много наранявало гордостта му. Логично било при това положение двамата съперници да стигнат и до двубой за сърцето ѝ. По време на ежегодно провеждания Алтинг (народното събрание на Исландия) двамата се срещнали отново и Гунлауг предизвикал Хравн на дуел. Двубоят обаче завършил наравно, а любопитна подробност е, че това бил последният публичен двубой провел се в Исландия, тъй като от този момент дуелите били забранени със закон.
Но Гунлауг и Хравн не се отказали и се разбрали да се бият в Норвегия, където нямало забрана, и можели веднъж завинаги да решат спора си. Така през 1008 г. в Норвегия Гунлауг победил Хравн, но бил смъртоносно ранен и сам починал от раните си едва на 25-годишна възраст. Впоследствие Хелга се омъжила повторно за друг поет на име Торкел, но никога не забравила Гунлауг. Всъщност самата тя починала скоро след като се омъжила и сагата разказва, че до последно тя гледала наметалото, което ѝ бил подарил Гунлауг.

## Значение
Сагата дава много интересни сведения за обичаите и морала през викингската епоха. Експедициите до кралските дворове на влиятелни и могъщи владетели из скандинавските страни и Англия представлявали обичаен начин за спечелване на име, слава и богатство. Мъже като Гунлауг предлагали своите дарби и умения в споменатите кралски дворове, а владетелите ги отрупвали с дарове и това се разглеждало като въпрос на чест и за двете страни – и за даващия, и за приемащия даровете. Самата поезия се смятала за ценен дар по онова време, тъй като добрите поеми създадени за конкретна личност бивали помнени и предавани на поколенията, запазвайки за историята името и подвизите на човека, когото прославяли. Поначало, както разкрива и сюжетът на сагата, въпросите на честта заемали изключително място в живота на хората в онова общество и почти всички техни взаимодействия били продиктувани от стремежа да запазят честта си.
Любопитна подробност е, че „Сага за Гунлауг Змийския език“ силно напомня на създадената по-рано Сага за Бьорн Героя от долината Хит.